# Vereinigung zur Förderung des Deutschen Brandschutzes
Die Vereinigung zur Förderung des Deutschen Brandschutzes e. V. (vfdb) wurde am 22. Mai 1950 in Stuttgart gegründet. Sie ist ein gemeinnütziger Verein mit der Zielsetzung der wissenschaftlichen, technischen und organisatorischen Weiterentwicklung der nicht-polizeilichen Gefahrenabwehr. Dadurch werden die Sicherheit im Brandschutz, die technische Hilfeleistung, der Umweltschutz, der Rettungsdienst sowie der Katastrophenschutz und der Bevölkerungsschutz gefördert. Dazu gehören auch die mit diesen Bereichen verwandten Fachgebiete sowie die Aufklärung der Bevölkerung über den Schutz vor solchen Gefahren.

## Aufgaben
Die Vereinigung zur Förderung des Deutschen Brandschutzes ist in Deutschland das Expertennetzwerk für Schutz, Rettung und Sicherheit. Sicherheit bezieht sich dabei auf die nicht-polizeiliche Gefahrenabwehr. Im Kern ihrer forschenden Tätigkeiten setzt sich die vfdb richtungsweisend mit aktuellen und zukunftsorientierten Sicherheitsfragen auseinander. Hierzu setzt sie folgende fünf Punkte um:
- schafft als Expertennetzwerk eine Dialogplattform durch Fachreferate, Ad-hoc-Arbeitsgruppen sowie die Teilnahme an und Organisation von Fachtagungen und Fachmessen, z. B. der Interschutz
- bringt sich in öffentliche und politische Debatten mit ihrer Expertise ein. Dies wird erreicht durch aktive Öffentlichkeitsarbeit.
- beteiligt sich an der Forschung und Entwicklung. Sie unterstützt die Experten durch Fachinformationen, Richtlinien und Herausgabe einer technisch-wissenschaftlichen Zeitschrift.
- kooperiert mit anderen Fachverbänden, z. B. dem DFV und wirkt an der Normungsarbeit mit.
- fördert innovative Produkte und Verfahren und vergibt ein eigenes Gütesiegel.[3]

### Zusammenarbeit
Arbeitet zusammen mit Forschungs- und Entwicklungseinrichtungen und den Mitgliedsverbänden bzw. der Industrie zur Förderung innovativer Produkte und Verfahren.

### Herausgaben
Veröffentlicht eine vierteljährlich erscheinende technisch wissenschaftliche Zeitschrift, eigene Richtlinien, Merkblätter und Empfehlungen. Zum Teil werden diese Dokumente über die Webseite der vfdb zur Verfügung gestellt.

### Forschung
Im Kern ist die vfdb eine forschende Organisation. In ihren 15 Fachreferaten werden aktuelle Fragen der nicht-polizeilichen Gefahrenabwehr bearbeitet. Die Erkenntnisse werden in den Herausgaben für die Öffentlichkeit zugänglich gemacht. So wird der Stand der Forschung in den Stand der Technik überführt.
Seit 2009 ist die vfdb als Konsortialpartner in unterschiedlichen Forschungsprojekten im Rahmen der Förderungen durch das Bundesministerium für Bildung und Forschung beteiligt.

#### Fachreferate
Expertenwissen in 15 Fachreferaten:
- Referat 1: Vorbeugender Brandschutz
- Referat 2: Brand- und Explosionsursachen
- Referat 3: Feuerwehren
- Referat 4: Ingenieurmethoden des Brandschutzes
- Referat 5: Brandbekämpfung, Gefahrenabwehr
- Referat 6: Fahrzeuge und technische Hilfeleistung
- Referat 7: Information- und Kommunikationstechnik
- Referat 8: Persönliche Schutzausrüstung
- Referat 9: Betriebliches Gefahrenabwehr- und Krisenmanagement
- Referat 10: Umweltschutz
- Referat 11: Brandschutzgeschichte
- Referat 12: Brandschutzaufklärung und -erziehung, Öffentlichkeitsarbeit
- Referat 13: Forschungsmanagement und -information
- Referat 14: Anlagentechnischer Brandschutz
- Referat 15: Rettungsdienst

### Förderungen
Der vfdb fördert die nationalen und internationalen, insbesondere europäische Zusammenarbeit mit allen staatlichen und privaten Fachstellen sowie Organisationen, Institutionen und Verbänden, der Sicherheitserziehung und -aufklärung, insbesondere bei Jugendlichen.

### Öffentlichkeitsarbeit
Zur Öffentlichkeitsarbeit gehört die Verbreitung von Brandschutz- und Sicherheitsempfehlungen, auch zu einem besseren Verbraucherschutz.

## Kooperationen mit anderen Organisationen
Die Vereinigung zur Förderung des Deutschen Brandschutzes unterhält nationale und internationale Kooperationen und ist ihrerseits Mitglied in anderen Organisationen.
Mit der Teilnahme am Kongress des Weltfeuerwehrverbandes CTIF startete der damalige Präsident August Ortloph diese Partnerschaft. Vertieft wurde sie im Jahr 1978 als der amtierende vfdb-Präsident Manfred Gebhard zum Vizepräsidenten gewählt wird. Ab 1960 fanden mehrere internationale Brandschutz-Seminare statt. Diese förderten den Erfahrungsaustausch im Bereich Sicherheitsforschung auf internationaler Ebene. Auf internationaler Ebene ist die vfdb auch Mitglied der Confederation of Fire Protection Associations (CFPA). Durch die Tatsache, dass die Federation of the European Union Fire Officers Associations (FEU) einen Sitz im Präsidium hat, ist auch hier eine enge Zusammenarbeit auf europäischer Ebene gegeben.
Auch auf nationaler Ebene ist die vfdb stark vernetzt. Ein wichtiges Gremium innerhalb der vfdb ist das Präsidium. Hier haben unterschiedliche Verbände, Gremien und Arbeitsgemeinschaften Stimmanteile. Auf diese Weise wird der Austausch zwischen Akteuren der nicht-polizeilichen Gefahrenabwehr nachhaltig gefördert.
Als ideeller Träger der Messe Interschutz besteht eine enge Partnerschaft mit der Deutschen Messe AG, Hannover.
Besonders hervorzuheben ist die Zusammenarbeit zwischen dem Referat 12 der vfdb und dem Deutschen Feuerwehrverband (DFV) im Bereich Brandschutzaufklärung. Zu dieser Thematik bilden die beiden Vereinigungen seit 2004 den Gemeinsamen Ausschuss Brandschutzerziehung und -aufklärung.

## Ehrungen und Preise
Die Vereinigung zur Förderung des Deutschen Brandschutzes vergibt verschiedene Ehrungen und Preise auf dem Gebiet der nicht-polizeilichen Gefahrenabwehr.
- Heinrich-Henne-Medaille
- vfdb Excellence Award
- Ehrenmedaille der vfdb
- vfdb Nachwuchsförderpreis für herausragende Abschlussarbeiten
- Ehrenmitgliedschaft in der vfdb

## vfdb Präsidenten (1950 bis heute)
1950 – 1954: Branddirektor a. D. August Ortloph
1954 – 1974: Oberregierungsrat Erhard Schmitt
1974 – 1990: Oberbranddirektor Manfred Gebhard
1990 – 2013: Ltd. Branddirektor Hans Jochen Blätte
2013 – heute: Direktor der Feuerwehr Dortmund Dirk Aschenbrenner